# Czegő Zoltán
Czegő Zoltán (Bukarest, 1938. június 18. –) romániai magyar költő, író, újságíró. A második Forrás-nemzedék költője.

## Életpályája
Sokgyermekes székely vándormunkás családba született, családjával bejárta Székelyföld számos helyét (Uzon, Máréfalva, Sepsiszentgyörgy). 1955-ben érettségizett Sepsiszentgyörgyön, a Babeș–Bolyai Tudományegyetemen pedagógia-lélektan-magyar szakos tanári képesítést nyert. 1967-ig tanított Korondon, 1964-től Sepsibükszádon,  majd a Megyei Tükör egyik alapító szerkesztője lett.
1966-tól közölt verseket; Forrás-kötete, a Pogány liturgia (Izsák József előszavával, 1970) publicisztikai hangvételű; nagyobb költeményei a személyesen megélt vívódás jegyeit mutatják. A versek és a publicisztikai írások mellett a regényírásnak is mestere.
1988-ban települt át Magyarországra, üzemi újságíró lett, 1991-től a Magyar Fórum főmunkatársa, 1992. januártól az Új Magyarország belső munkatársa. Továbbra is publikál a romániai magyar sajtóban is, köztük a nagyváradi Várad című folyóiratban. Két évtized után visszatelepült Székelyföldre.

## Kötetei (válogatás)
- Pogány liturgia. Versek; Bukarest, Kriterion, 1970. 86 p.
- Titkos délután. Versek; Bukarest, Kriterion, 1973. 71 p. (magyar-román közös kiadás)
- Ezen a parton. Versek; Bukarest, Kriterion, 1978. 65 p. (magyar-román közös kiadás)
- Ember a Kénostetőn. Vallomások, publicisztikák; Kolozsvár-Napoca, Dacia, 1981. 228 p. (magyar-román közös kiadás, Ilia Mihály-gyűjtemény)
- Nyár, köd alatt. Hosszabb, rövidebb lírai írások versben és prózában; Kriterion, Bukarest, 1983
- Lelkek világhuzatban; Budapest, Zrínyi, [1995]. 122 p. ISBN 963-327-247-5
- Muskátlis Európában. Írások ingujjban, vértesek között a magyari oldalon. 1998. május–2000. július; Püski, Bp., 2000
- Hetednap után; Budapest, Hungarovox, 2001.159 p. ISBN 963-9292-28-1
- Unokás zsoltárok; Hungarovox, Bp., 2002
- Medrében él. Regény; Budapest, Hungarovox, 2004 (Hungarovox regénytár) ISBN 963-9292-86-9
- Foltozott szivárvány. Új versek; Masszi, Bp., 2006
- Időrianás. Regény; Arad, Concord Media Rt, 2007. 233 p. (Irodalmi jelen könyvek) ISBN 978-973-7648-19-8
- Katonabogár; Pallas-Akadémia, Csíkszereda, 2011
- Éjféltől virágig. Antinapló; Profiton, Kézdivásárhely, 2012
- Kegyelmi idő. Versek imamalomra; Hungarovox, Bp., 2012
- A templomok lázadása. Új versek; Czegő Zoltán, Sepsiszentgyörgy, 2013
- Néma lovak; ARTprinter, Sepsiszentgyörgy, 2013
- Az utolsó kikötőben. Válogatott prózai írások; szerzői, Sepsiszentgyörgy, 2014
- Két tenyérben; ARTprinter, Sepsiszentgyörgy, 2015
- Tyúkisten gyermekei. Elbeszélések, novellák, 2015–2016; ARTprinter, Sepsiszentgyörgy, 2016
- A tárca nélküli apa. Regény; Sepsiszentgyörgy, ARTprinter, 2017
- Magyar igézetek. Versek, 2016–17; Árkos, Sepsiszentgyörgy, Tinta, 2018
- Haragos harangok; Barót, Tortoma, 2020
- Czegő Zoltán összes versei, 1970–2020, 1-2.; Barót, Tortoma, 2021

## Díjak, elismerések
- Különdíj az Irodalmi Jelentől (Időrianás című regényéért)
- Magyar Arany Érdemkereszt (2023)

## Külső hivatkozások
- Czegő Zoltán verseiből
- Irodalmi Jelen, Arad; Czegő Zoltán: A világ minden országa, 2008
- Irodalmi Jelen, Az irodalom nem lóverseny – Beszélgetés Czegő Zoltánnal, 2009. november 27.